# بيل مونرو
وليام سميث مونرو (William Smith Monroe) (ولد في 13 من سبتمبر 1911م – 9 من سبتمبر 1996م) هو موسيقار أمريكي ابتدع النمط الموسيقي المعروف باسم بلوجراس التي اتخذت اسمها من فرقته، «بلو جراس بويز،» المسماة باسم مسقط رأس مونرو في كنتاكي. امتدت مهنة مونرو الفنية لمدة ستين عامًا كمغنِ، وموسيقي، وملحن، وقائد فرقة موسيقية. وغالبًا ما يشار إليه باعتباره أب البلوجراس.

## المهنة الاحترافية
انتقل مونرو في عام 1929 إلى إنديانا للعمل في معمل تكرير بترول مع أشقائه بيرش (Birch)، وتشارلي (Charlie)، وصديق طفولته وعازف الجيتار ويليام «أولد هيكوري» (Old Hickory) هاردين (William Hardin). شكَّل مونرو مع صديقه لاري مور (Larry Moore) فرقة موسيقية، مونرو براذرز (Monroe Brothers)، للعزف في الرقصات المحلية والحفلات المنزلية. وسرعان ما ترك بيرش مونرو ولاري مور الفرقة، واستمر بيل وتشارلي كثنائي، وفي النهاية نجحا في الأداء الفوري المباشر على المحطات الإذاعية في إنديانا أولًا ثم، برعاية تكساس كريستالز (Texas Crystals)، على العديد من المحطات الإذاعية في آيوا، ونبراسكا، وكارولينا الجنوبية، وكارولينا الشمالية من عام 1934م حتى عام 1936م. وقد قامت شركة تسجيلات آر سي إيه فيكتور (RCA Victor) بتوقيع عقد تسجيلي مع مونرو براذرز عام 1936. وحققت الفرقة نجاحًا عاجلًا بأغنية غوسبل المنفردة «ماذا أعطيت مقابل روحك؟»(What Would You Give In Exchange For Your Soul?) وسجلت في النهاية ستين مقطعًا موسيقيًا لشركة فيكتور للإنتاج بلوبيرد (Bluebird) بين عامي 1936م و1938م.
وبعد أن تفككت فرقة مونرو براذرز عام 1938م، قام بيل مونرو بتشكيل فرقة ذا كينتاكيانز (The Kentuckians) في ليتل روك بولاية أركنساس، ولكنها دامت لثلاثة أشهر فقط. غادر مونرو بعد ذلك ليتل روك متجهًا إلى أتلانتا بولاية جورجيا لكي يشكل أول نسخة لبلو جراس بويز مع المغني، وعازف الجيتار كليو ديفيس (Cleo Davis)، وعازف الكمان آرت ووتين (Art Wooten)، وعازف القيثارة آموس جارين (Amos Garren). وقد أراد بيل «أولد هيكوري» لكي يصبح واحدًا من الأعضاء الأصليين لفرقته «بلو جراس بويز»، ولكن كان يجب على ويليام هاردين الرفض. وفي شهر أكتوبر من عام 1939م، قام بيل بنجاح بتجربة أداء لنقطة معينة على مسرح غراند أول أوبري، مؤثرًا في مؤسس أوبري جورج دي هاي (George D. Hay) بأدائه المفعم بالنشاط لأغنية جيمي روجرز (Jimmie Rodgers) «أغاني دباغ البغل الكئيبة» (Mule Skinner Blues). وقام مونرو بتسجيل هذه الأغنية، بالتزامن مع سبع أغنيات أخريات، في أول جلسة تسجيلية منفردة لشركة تسجيلات آر سي إيه فيكتور، وفي هذا الوقت كانت فرقة بلو جراس بويز مكونة من المغني وعازف الجيتار كلايد مودي (Clyde Moody)، وعازف الكمان تومي ماجنيس (Tommy Magness)، وعازف القيثارة بيل ويسبروكس (Bill Wesbrooks).

## قائمة المراجع
- Rumble, John (1998). "Bill Monroe". In The Encyclopedia of Country Music. Paul Kingsbury, Editor. New York: Oxford University Press. pp. 350–2.
- Smith, Richard D. (2000). Can't You Hear Me Callin': The Life of Bill Monroe, Father of Bluegrass. Little, Brown and Company. ISBN 0-316-80381-2.
- Rosenberg, Neil V., and Charles K. Wolfe (2007). The Music of Bill Monroe. University of Illinois Press. ISBN 0-252-03121-0.

## وصلات خارجية
- بيل مونرو على موقع IMDb (الإنجليزية)
- بيل مونرو على موقع الموسوعة البريطانية (الإنجليزية)
- بيل مونرو على موقع ميوزك برينز (الإنجليزية)
- بيل مونرو على موقع ميوزك برينز (الإنجليزية)
- بيل مونرو على موقع أول ميوزيك (الإنجليزية)
- بيل مونرو على موقع ديسكوغز (الإنجليزية)
- بيل مونرو على موقع ديسكوغز (الإنجليزية)
- بيل مونرو على موقع ديسكوغز (الإنجليزية)
- بيل مونرو على موقع قاعدة بيانات الفيلم (الإنجليزية)

- Country Music Hall of Fame profile
- International Bluegrass Music Hall of Honor profile نسخة محفوظة 27 سبتمبر 2007 على موقع واي باك مشين.
- Nashville Songwriters Hall of Fame profile
- Recording of "Wayfaring Stranger" from the 1993 Florida Folk Festival (available for public use from the State Archives of Florida)
- Bill Monroe: Father of Bluegrass Music (documentary video) نسخة محفوظة 1 فبراير 2017 على موقع واي باك مشين.